# Ruppiner Land
 Ikke at forveksle med Landkreis Ostprignitz-Ruppin.
Ruppin eller Ruppiner Land er et historiskt landskab i delstat Brandenburg i Tyskland nordvest for Berlin.

## Geografi
Landskabet Ruppin strækker sig fra Kleiner Pälitzsee i nord til Rhinen i syd og fra Dosse mod vest til  Havel mod øst, men grænsen følger ikke floderne på hele strækningen. Landskabet grænser i nordøst til Mecklenburg, mod øst til Uckermark, i sydøst til Löwenberger Land, i syd til Havelland og mod vest og nord til Prignitz.
Landskabets hovedby er Neuruppin med den nærliggende landsby Alt Ruppin, som var sæde for greverne af Ruppin. Andre byer i regionen er Gransee, Lindow (Mark), Neustadt (Dosse), Rheinsberg og Wusterhausen/Dosse.

## Historie
Landskabet udgjorde fra 1200-tallet et grevskab og rigsfyrstendømme i Tysk-romerske rige. Administrativt centrum var Burg Ruppin i Alt Ruppin i Neuruppin. Den sidste greve af Ruppin, Wichmann, døde 1524 og grevskabet indgik i markgrevskapet Brandenburg. Frem til 1918 var huset Hohenzollerns Brandenburg-preussiske kongelige gren titulære grever af Ruppin. Siden 1993 har området indgået i Landkreis Ostprignitz-Ruppin.